# Wetgevende verkiezingen in Liberia (1840)
De wetgevende verkiezingen in het Gemenebest van Liberia van 1840 vonden op 1 december van dat jaar plaats. Het waren de eerste verkiezingen die ooit werden gehouden in Liberia. In 1839 was er een constitutie aangenomen door de American Colonization Society die de instelling van een wetgevende raad regelde. Kiesgerechtigde mannen kozen een 11-koppige raad (Commonwealth Council) om interne aangelegenheden in de kolonie te regelen. De gekozen mannen waren afkomstig uit de nederzettingen Caldwell, Millsburg, Monrovia, New Georgia, Bassa Cove, Edina en Marshall.